# مبرهنة كوشي-هادامار
في الرياضيات، مبرهنة كوشي-هادامار هي نتيجة في التحليل العقدي، سميت هكذا نسبة لعالمي الرياضيات الفرنسيين أوغستين لوي كوشي وجاك هادامار. تصف هاته المبرهنة شعاع التقارب لمتسلسلة قوى. نشرت أول مرة عام 1821 من طرف كوشي ولكنها بقيت مجهولة حتى أعاد اكتشافها جاك هادامار.

## نظرية متغير عقدي واحد

### نص المبرهنة
لتكن متسلسلة القوى التالية ذات المتغير العقدي z :
{\displaystyle f(z)=\sum _{n=0}^{\infty }c_{n}(z-a)^{n}}
حيث {\displaystyle a,c_{n}\in \mathbb {C} .}